# Форествил (Охајо)
Форествил (енгл. Forestville) насељено је место без административног статуса у америчкој савезној држави Охајо.

## Демографија
По попису из 2010. године број становника је 10.532, што је 446 (-4,1%) становника мање него 2000. године.
| Група             | 2000.          | 2010.         |
| Белци             | 10.430 (95,0%) | 9.744 (92,5%) |
| Афроамериканци    | 96 (0,9%)      | 148 (1,4%)    |
| Азијати           | 244 (2,2%)     | 265 (2,5%)    |
| Хиспаноамериканци | 116 (1,1%)     | 160 (1,5%)    |
| Укупно            | 10.978         | 10.532        |